# Michael Hansen
Michael Hansen (22 de setembro de 1971) é um ex-futebolista profissional dinamarquês que atuava como meia.

## Carreira
Michael Hansen representou a Seleção Dinamarquesa de Futebol nas Olimpíadas de 1992.